# Necker Island (Hawaiiöarna)

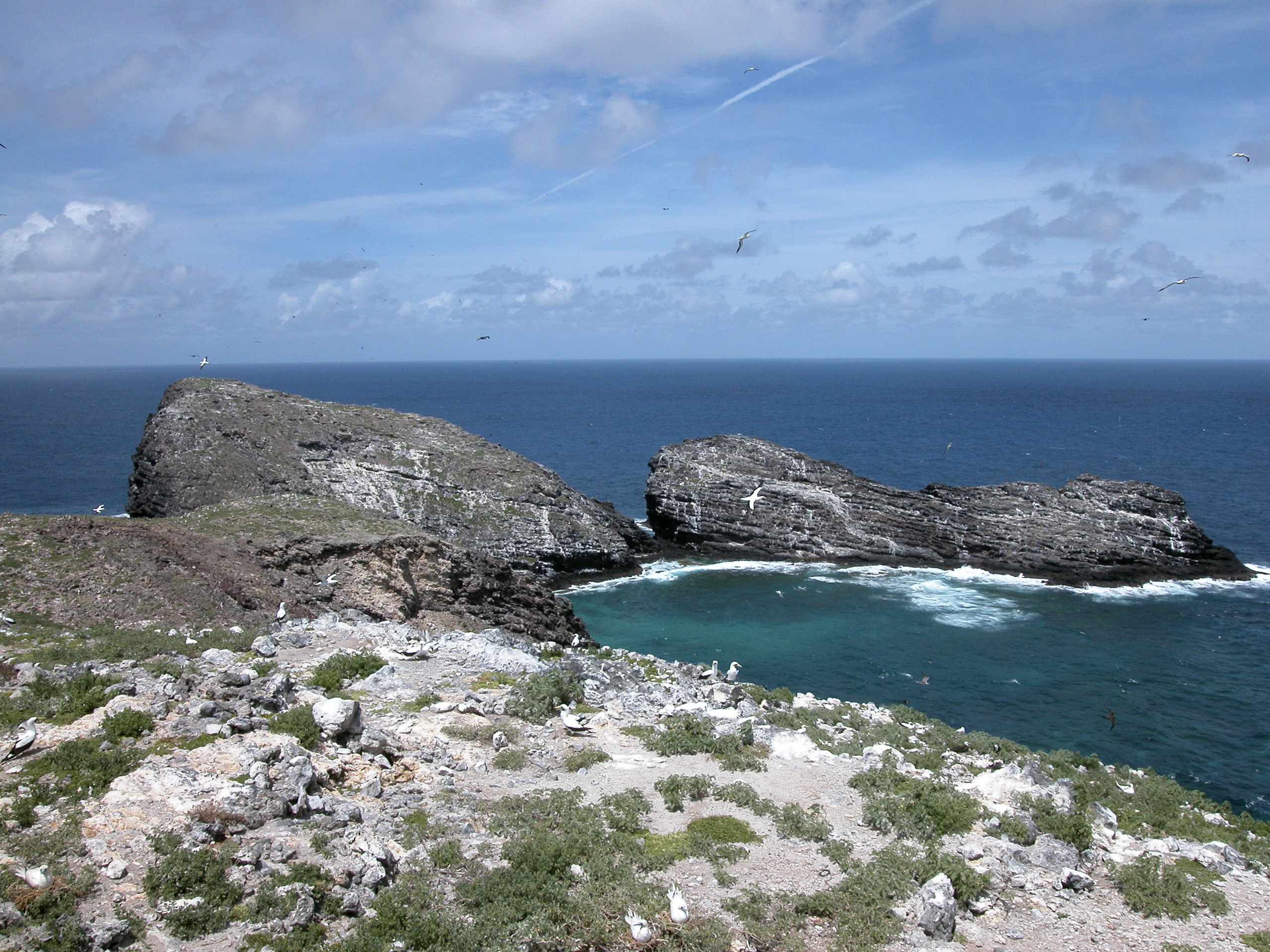
Necker Island

Necker Island är en ö bland de Nordvästra Hawaiiöarna i Stilla havet och ligger 13 km norr om Kräftans vändkrets. Ön är känd för sina förhistoriska arkeologiska fyndplatser. Necker Island är en del av världsarvet Papahanaumokuakea.